# Ruta Provincial A 102 (Córdoba)
La Ruta Provincial A-102, o Avenida 11 de Septiembre, popularmente denominada "Camino a 60 Cuadras", es una importante vía de comunicación de unos 22 kilómetros de recorrido que discurre por el territorio de la provincia argentina de Córdoba, inmediatamente al sur de la ciudad de Córdoba.
En sus orígenes, esta avenida se iniciaba en la Avenida Malagueño, pero a partir del año 2000, por ley, ésta vía, junto a otras más, trasladaron su kilómetro cero a su intersección con la Avenida de Circunvalación.

A partir de allí, con rumbo sur, atraviesa el paraje Coronel Olmedo (que actualmente es un barrio de la ciudad), y finaliza al alcanzar la ruta  RP C-45 (km 45) .
El Camino a 60 Cuadras (al igual que sus similares: el Camino a San Carlos, y el Camino a San Antonio), se adentra en una tradicional zona de quintas que proveían alimentos frescos a la ciudad de Córdoba, principalmente verduras. Esto fue determinante para que a lo largo de esta vía de comunicación se desarrollara un importante polo poblacional, lo que implicó un desarrollo habitacional importante. Con el paso de los años, y debido a lo antes explicado esta avenida incrementó en forma notable su tránsito, lo que implicó sistematizarla en el tramo con tráfico intenso. Además, desde esta avenida, también se tiene acceso a numerosos barrios cerrados ("countries") de la ciudad que fueron creados a partir del cambio en el uso de la tierra y los altos precios que se pagaban por obtener lotes para construir viviendas.

Otro factor importante de este camino es que sobre su margen oriental se encuentra el aeródromo Coronel Olmedo (denominación ICAO: SACD), el cual posee una pista ripiada de 1200 m, siendo utilizado por pequeñas aeronaves para fines recreativos y escuela de vuelo. Más adelante, se encuentra el denominado Complejo Esperanza, un reconocido establecimiento que aloja menores de edad en conflicto con la ley.

Por último, un hecho que disparó el crecimiento poblacional de toda la región fue que en los años 80-90 una normativa municipal obligaba a todas las empresas a retirarse de las zonas densamente pobladas de la ciudad hacia zonas escasamente habitadas.

## Material consultado
- Archivado el 12 de julio de 2021 en Wayback Machine. Mapa interactivo - Municipalidad de Córdoba

Nomenclador vial de la Provincia de Córdoba

Dirección provincial de Vialidad

Openstreetmap.org

Googlemaps.org

NuestraCiudad.info

Aeropuertocórdoba.blogspot.com

Municipalidad de Córdoba

Nomenclador Cartográfico 2008

- Datos: Q26728748